# Martin Niemöller
Martin Niemöller (født 14. januar 1892 i Lippstadt, død 6. marts 1984 i Wiesbaden) var en tysk præst og ubådskaptajn under 1. verdenskrig. 
Niemöller var en af de ledende repræsentanter for oppositionen mod Deutsche Christen inden for Deutsche Evangelische Kirche. Med blandt andre Dietrich Bonhoeffer dannede han september 1933 Pfarrernotbund ("Præsternes nødforbund") der sammen med andre grupperinger var forløber for Den bekendende kirke fra 1934.
I 1937 blev han anbragt i koncentrationslejren Sachsenhausen for sine protester mod nazismens behandling af den tyske kirke. 
Skrev digtet "Først kom de for at...".
Under den kolde krig var Martin Niemöller pacifist og medlem af Kampf dem Atomtod, det tyske Fredsseelskab og andre fredsorganisationer. Martin Niemöller protesterede mod Vietnamkrigen.